# Мун Хён Бэ
Мун Хён Бэ (кор. 문형배; род. 2 февраля 1965 года, Хадон, Кёнсан-Намдо, Республика Корея) — южнокорейский судья. В 2019 году он был назначен судьёй Конституционного суда Кореи, а в 2024 году — исполняющим обязанности председателя Конституционного суда после отставки председателя Ли. В 2025 году вышел на пенсию в связи с истечением 6-летнего срока полномочий в Конституционном суде.

## Биография

### Ранние годы
Родился 2 февраля 1965 года в уезде Хадон, провинция Кёнсан-Намдо. Окончив среднюю школу Дэа, в 1986 году он сдал экзамен на адвоката, одновременно обучаясь на юридическом факультете Сеульского национального университета, а также окончил Институт судебных исследований и подготовки кадров.

### Карьера судьи
В 1992 году назначен судьёй в Окружной суд Пусана. В феврале 2004 года стал председателем Окружного суда Чханвона, в феврале 2007 года — окружного суда Пусана, в феврале 2012 года — Высокого суда Пусана, а в апреле 2014 года — Чханвонском отделении Пусанского высокого суда. В 2016 году был назначен главным судьёй Пусанского семейного суда.

### Конституционный суд
19 апреля 2019 года он был назначен президентом страны Мун Чжэ Ином судьёй Конституционного суда Кореи, а в 2024 году стал исполняющим обязанности председателя Конституционного суда после истечения срока полномочий председателя Ли Чон Сока. 
Был ответственным за чтение единогласно принятого вердикта по импичменту Юн Сок Ёля 4 апреля 2025 года, по которому Юн был отстранён от должности президента Республики Корея.
18 апреля 2025 покинул должности исполняющего обязанности председателя и судьи Конституционного суда в связи с истечением 6-летнего срока полномочий. В своей речи по случаю ухода на пенсию он подчеркнул, что, хоть научная критика Конституционного суда разрешена, следует избегать критики, основанной на аргументах ad hominem. Он также призвал к более глубокому диалогу и уважению решений суда.